# Éléonore Prochaska
Marie Christiane Éléonore Prochaska (11 mars 1785 à Potsdam ; 5 octobre 1813 à Dannenberg) est une femme soldat allemande qui combat dans l'armée prussienne opposée aux troupes de Napoléon pendant la Sixième Coalition.
Elle se fait passer pour un homme afin de s'enrôler et ne révèle la vérité qu'après avoir été gravement blessée. Elle meurt de ses blessures quelques semaines plus tard.

## Biographie
Le père d’Éléonore est sous-officier dans la garde prussienne. Ses revenus étant modestes, il envoie sa fille dans l'orphelinat militaire de Potsdam à la mort de sa femme.
Éléonore y trouve ensuite un travail de domestique, bien qu'elle s’intéresse très tôt à la situation militaire et au conflit avec la France.
Pendant les guerres, elle se déguise en homme et se fait enregistrer sous le nom d'August Renz dans l'unité de volontaires des Lützowsches Freikorps (dans le 1er Bataillon des Chasseurs, 1 Jägerbataillon) en 1813. Elle y sert d'abord comme tambour, puis rejoint l'infanterie. Elle est sévèrement blessée à la bataille de la Göhrde en 1813. C'est en traitant ses blessures que les chirurgiens découvrent qu'elle est une femme, et l'emmenent à Dannenberg, où elle succombe trois semaines plus tard.

## Postérité

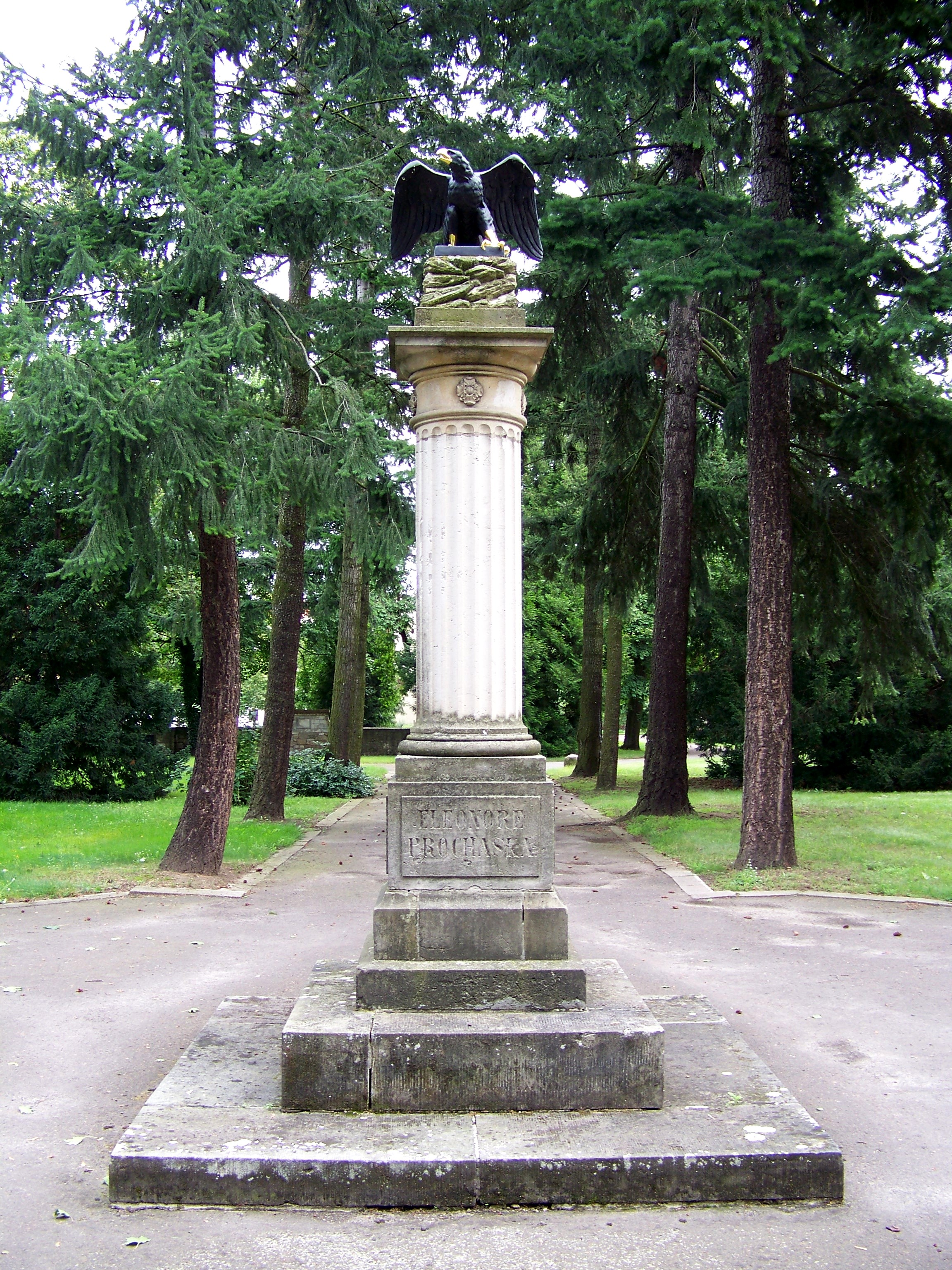
Monument commémoratif dans l'ancien cimetière de Potsdam.

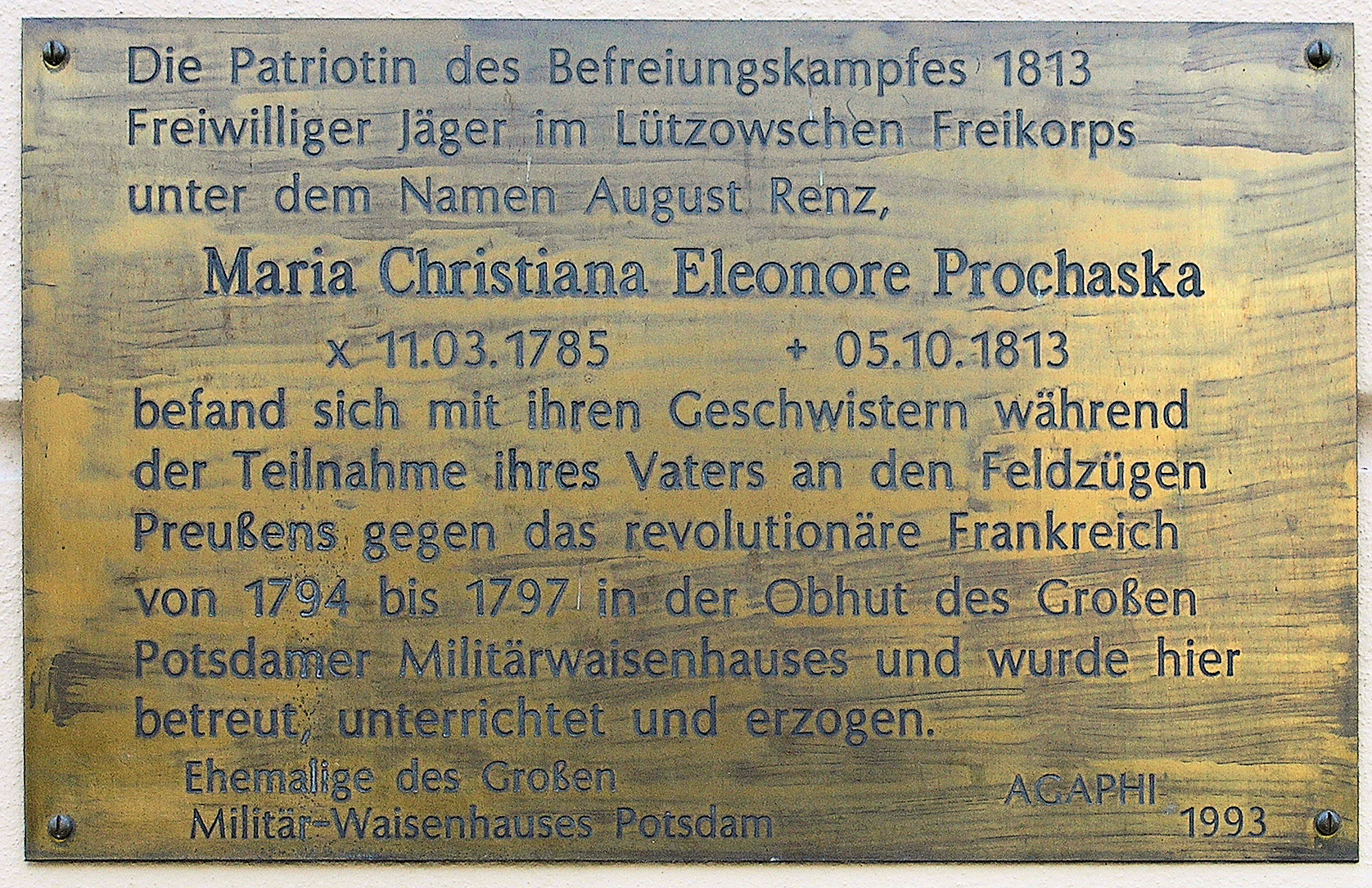
Plaque commémorative située à Potsdam, Lindenstrasse 34.

En 1863, une plaque commémorative est apposée sur sa tombe au cimetière Sainte-Anne de Dannenberg.
En 1889, sa ville natale Potsdam crée un monument en sa mémoire, Der Heldenjungfrau zum Gedächtnis (À la mémoire de l'héroïne vierge). Ce monument subsiste encore dans l'Alten Friedhof (Vieux Cimetière).

## Dans la musique et la littérature
Rétrospectivement, elle est très fortement idéalisée en tant qu'héroïne chaste, et honorée comme la « Jeanne d'Arc de Potsdam » (die Potsdamer Jeanne d'Arc). Plusieurs pièces et poèmes variés sont écrits sur sa vie, notamment ceux de Friedrich Rückert et Emil Taubert.
Ludwig van Beethoven compose une musique de scène (Bühnenmusik WoO 96), sur un livret écrit par Friedrich Duncker pour sa pièce Leonore Prohaska, traitant de la vie de l'héroïne militaire. Duncker est le Secrétaire du Cabinet du roi de Prusse, qu'il accompagne au Congrès de Vienne. En dépit des espoirs de Duncker, Leonore Prohaska n'est pas jouée à Vienne. Cela s'explique peut-être par le fait que ce sujet a déjà été traité dans la pièce de Piwald Das Mädchen von Potsdam ("La jeune fille de Potsdam"), jouée en 1814.

## Contexte
Éléonore est une des nombreuses femmes allemandes à combattre lors des Guerres Napoléoniennes, bien que la plupart d'entre elles aient été renvoyées de l'armée dès que leur identité était découverte.
La seule exception connue est Friederike Krüger (1789-1848) qui, grâce à la protection de son commandant de brigade, devient la seule femme caporale connue dans l'armée prussienne. Elle sert dans le Second Régiment à pied de la Garde. Sa demande de retraite est acceptée en 1816, et elle retourne à la vie civile.
Johanna Stegen (de) (1793-1842), de Lunebourg, combat en tant que civil pour le Bataillon des Fusiliers du 1er régiment d'infanterie de Pommerschen, dans la bataille du Lüneburg Munition.
Anna Lühring (1796–1866) rejoint en 1814 le Bataillon des Chasseurs de Lützow (Lützowsches Freikorps) sous le nom d'Eduard Kruse, et survit aux guerres napoléoniennes, mais sa notoriété disparait rapidement.